# Олонецкая область
Олонецкая о́бласть — административно-территориальная единица Российской империи, существовавшая с 1776 по 1784 годы. С 1776 по 1781 год входила в состав Новгородского наместничества, в 1781 году перечислена в состав Санкт-Петербургской губернии. C 28 мая 1784 года преобразована в самостоятельное Олонецкое наместничество.
Областной центр — город Олонец, с 1781 года — город Петрозаводск.

## История

### Предыстория

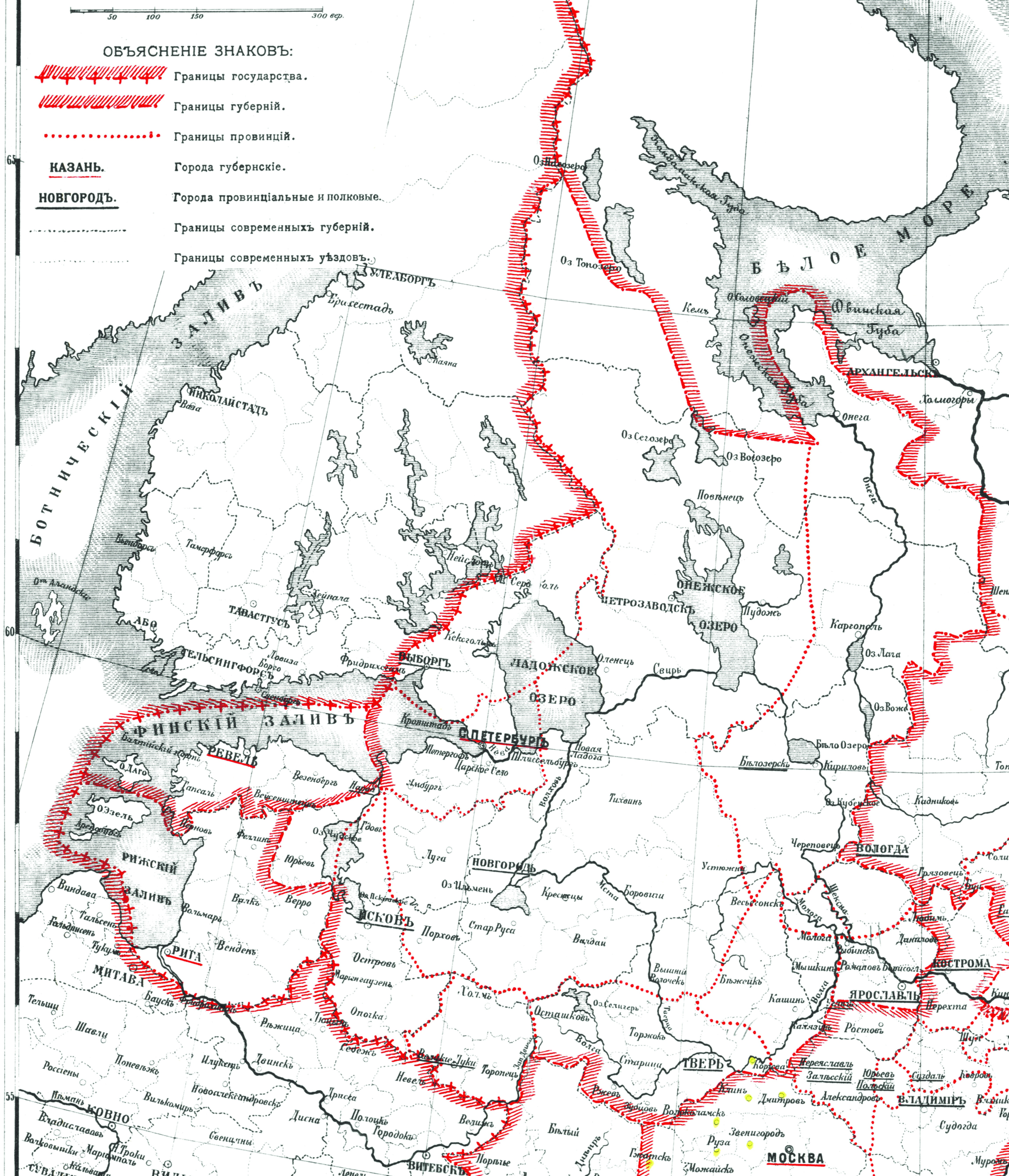
Карта Санкт-Петербургской губернии с делением на провинции (Олонецкая провинция - Петрозаводск)

В 1704 году указом Петра I Александр Данилович Меншиков был «учинен над приращенными нашими войною наследственными провинциями, Ингриею и Карелиею, купно с Эстляндиею и иными издревле нам принадлежащими, генеральным губернатором». Олонецкие земли вошли в состав генерал-губернаторства, которым руководил Меншиков. 
Позднее, в 1706 году эта территория (Ингерманландия) названа губернией. Также, c 1706 года, согласно энциклопедическому словарю Брокгауза и Ефрона «она именуется уже губернацией, или губернией».
В 1708 году территория России разделена на 8 крупных губерний. Олонецкие земли, как и прежде, отнесены к Ингерманландской губернии
В октябре 1727 года Олонецкие земли приписаны к Новгородской губернии.

### История Олонецкой области
В 1776 году образована Олонецкая область в составе Новгородского наместничества, областным центром определён город Олонец.
В 1781 году область перечислена в состав Санкт-Петербургской губернии, областным центром определён город Петрозаводск.
28 мая 1784 года преобразована в самостоятельное Олонецкое наместничество.

## Административное деление
Указом императрицы Екатерины II от 24 августа (4 сентября) 1776 года учреждено Новгородское наместничество. Первоначально делилось на 2 области – Новгородскую и Олонецкую. В Олонецкую область составили 4 уезда (Вытегорский, Каргопольский, Олонецкий, Паданский), а также Петрозаводская окру́га (с 1777 Петрозаводский уезд).